# Србија у 2012.
Догађаји из 2012. године у Србији:

## На дужности
- председник :
  - до 5. априла: Борис Тадић
  - 5. април–31. мај: Славица Ђукић Дејановић
  - од 31. маја: Томислав Николић
- Премијер: Мирко Цветковић (до 27. јула), Ивица Дачић (од 27. јула)

## Архитектура
- 1. јануар: Мост на Ади, један од највиших мостова у Европи, завршен и отворен за јавност у Београду, Србија.

## Догађаји

### Јануар
- У Зајечару је основан генерални конзулат Румуније

### Април
- 4. април: српски председник Борис Тадић поднео је оставку, отварајући пут за ванредне председничке изборе који ће се одржати заједно са парламентарним изборима.[1]

### Мај
- Одржани су избори на свим нивоима.

## Спорт
- Србија је учествовала на Летњим олимпијским играма у Лондону 2012.
- Суперлига Србије у фудбалу 2011/12
- Суперлига Србије у фудбалу 2012/13

## Преминуле особе

### Јануар
- 13. јануар – Миљан Миљанић, 81, фудбалер, тренер и администратор.[2]
- 29. јануар – Предраг Драгић, 66, писац.[3]

### Фебруар
- 18. фебруар – Звездан Чебинац, 72, фудбалер и менаџер.[4]

### Март
- 1. март – Благоје Аџић, 79, политичар.[5] (српски)
- 11. март – Миомир Вукобратовић, 81, машински инжењер.[6]

### Април
- 28. април – Милан Н. Поповић, 87, психијатар и писац.[7]

### Мај
- 5. мај – Стеван Бена, 76, фудбалер.[8]

### Јун
- 28. јун – Милош Благојевић, 81, историчар.[9]

### Август
- 14. август – Светозар Глигорић, шаховски велемајстор (р. 1923).

### Септембар
- 4. септембар – Милан Вукелић, 76, фудбалер.[10]
- 15. септембар – Предраг Брзаковић, 47, фудбалер.[11]

### Октобар
- 5. октобар – Војин Димитријевић, 80, активиста за људска права.[12]
- 25. октобар – Олга Јанчић, 83, вајарка.[13]

### Децембар
- 4. децембар – Бранислав Милинковић, 52, дипломата, амбасадор у НАТО и Аустрији, самоубиство скоком.[14]
- 7. децембар – Никола Илић, 27, кошаркаш, рак.[15]